# Jean Edouard Marie Nicolas
Jean Edouard Marie Nicolas (9 de juny, 1913-8 de setembre, 1978) fou un futbolista francès dels anys 1930.
Va néixer a Nanterre, i jugà tota la seva carrera al FC Rouen. Amb la selecció francesa disputà dos Mundials, Itàlia 1934 i França 1938. Marcà dos gols a l'edició de 1938. En total marca 21 gols en 25 partits amb la selecció de França entre els anys 1933 i 1938.